# 第2空軍 (アメリカ軍)
第2空軍(Second Air Force)はアメリカ空軍航空教育・訓練軍団傘下の航空軍の一。司令部所在地はミシシッピー州キースラー空軍基地。司令官には少将が充てられている。

## 概要
航空教育・訓練軍団傘下の部隊であり、教育訓練部隊である。第19空軍が飛行訓練中心であるのに対し、基礎教育および技術訓練を中心としている。空軍予備役や空軍州兵も含めた基礎教育を実施している。
第2空軍は1940年12月にアメリカ陸軍航空隊の部隊として編成された。設立時はアメリカ合衆国本土西北部の防空が任務であった。第二次世界大戦の終結に伴い、1946年3月30日に編成解除されたものの、1946年6月6日には防空軍団傘下の部隊として復帰編成された。これも1948年7月1日に編成解除されている。
1949年11月1日からは戦略航空軍団の部隊として復帰編成され、司令部はルイジアナ州バークスデール空軍基地に所在した。当時の主力機はB-29およびB-47。冷戦中はB-52の運用などを行なっていた。航空教育・訓練軍団傘下の部隊として再編成されたのは、1993年7月1日のことである。

## 主要部隊
- 第17訓練航空団 (アメリカ軍)（英語版）：テキサス州グッドフェロー空軍基地（英語版）所在。情報分野および消火作業訓練。
- 第37訓練航空団 (アメリカ軍)（英語版）：テキサス州ラックランド空軍基地（英語版）所在。入隊者の基礎教育および兵站部門・警備部門の訓練。
- 第82訓練航空団 (アメリカ軍)（英語版）：テキサス州シェパード空軍基地（英語版）所在。医療分野および整備技術訓練。
- 第381訓練群 (アメリカ軍)（英語版）：カリフォルニア州ヴァンデンバーグ空軍基地所在。大陸間弾道ミサイル、弾道ミサイル早期警戒システム、人工衛星分野の教育・訓練。

## 部隊系譜
- 1940年10月19日：北西航空地区隊(Northwest Air District)設立
- 1940年12月18日：実働開始
- 1941年 5月26日：第2空軍(2 Air Force)に改編
- 1942年 9月18日：第2空軍(Second Air Force)に改編
- 1946年 5月30日：編成解除。
- 1946年 6月 6日：復帰編成。防空軍団(ADC)。
- 1948年 7月 1日：編成解除。
- 1949年11月 1日：復帰編成。戦略航空軍団(SAC)。
- 1975年 1月 1日：編成解除。
- 1991年 9月 1日：復帰編成。
- 1993年 7月 1日：編成解除。
- 1993年 7月 1日：復帰編成。（AETCへ所属変更）

## 司令部所在地の変遷
- ワシントン州マコード空軍基地（英語版）。1940年12月18日 -
- ワシントン州フォート・ジョージ・ライト。1941年1月9日 -
- コロラド州コロラドスプリングス、ピーターソン空軍基地。1943年1月13日 - 1946年3月30日
- ネブラスカ州フォート・クローク。1946年6月6日 - 1948年7月1日
- ルイジアナ州バークスデール空軍基地。1949年11月1日 - 1975年1月1日
- カリフォルニア州メアリーズビル、ビール空軍基地。1991年9月1日 - 1993年7月1日
- ミシシッピ州キースラー空軍基地（英語版）。1993年7月1日 -